# Pseudotrochalus lujai
Pseudotrochalus lujai är en skalbaggsart som beskrevs av Moser 1916. Pseudotrochalus lujai ingår i släktet Pseudotrochalus och familjen Melolonthidae. Inga underarter finns listade i Catalogue of Life.